# Wolverton (Minnesota)
Wolverton – miasto w Stanach Zjednoczonych, w stanie Minnesota, w hrabstwie Wilkin.